# جورج مون
جورج مون (بالإنجليزية: George Moon)‏ هو ممثل بريطاني (وحمل سابقاً جنسية المملكة المتحدة لبريطانيا العظمى وأيرلندا)، ولد في 19 مارس 1909 بلندن في المملكة المتحدة، وتوفي في 17 ديسمبر 1981.

## وصلات خارجية
- جورج مون على موقع IMDb (الإنجليزية)
- جورج مون على موقع أول موفي (الإنجليزية)
- جورج مون على موقع قاعدة بيانات الأفلام السويدية (السويدية)
- جورج مون على موقع قاعدة بيانات الفيلم (الإنجليزية)
- جورج مون على موقع كينوبويسك (الروسية)